# 은엄폐

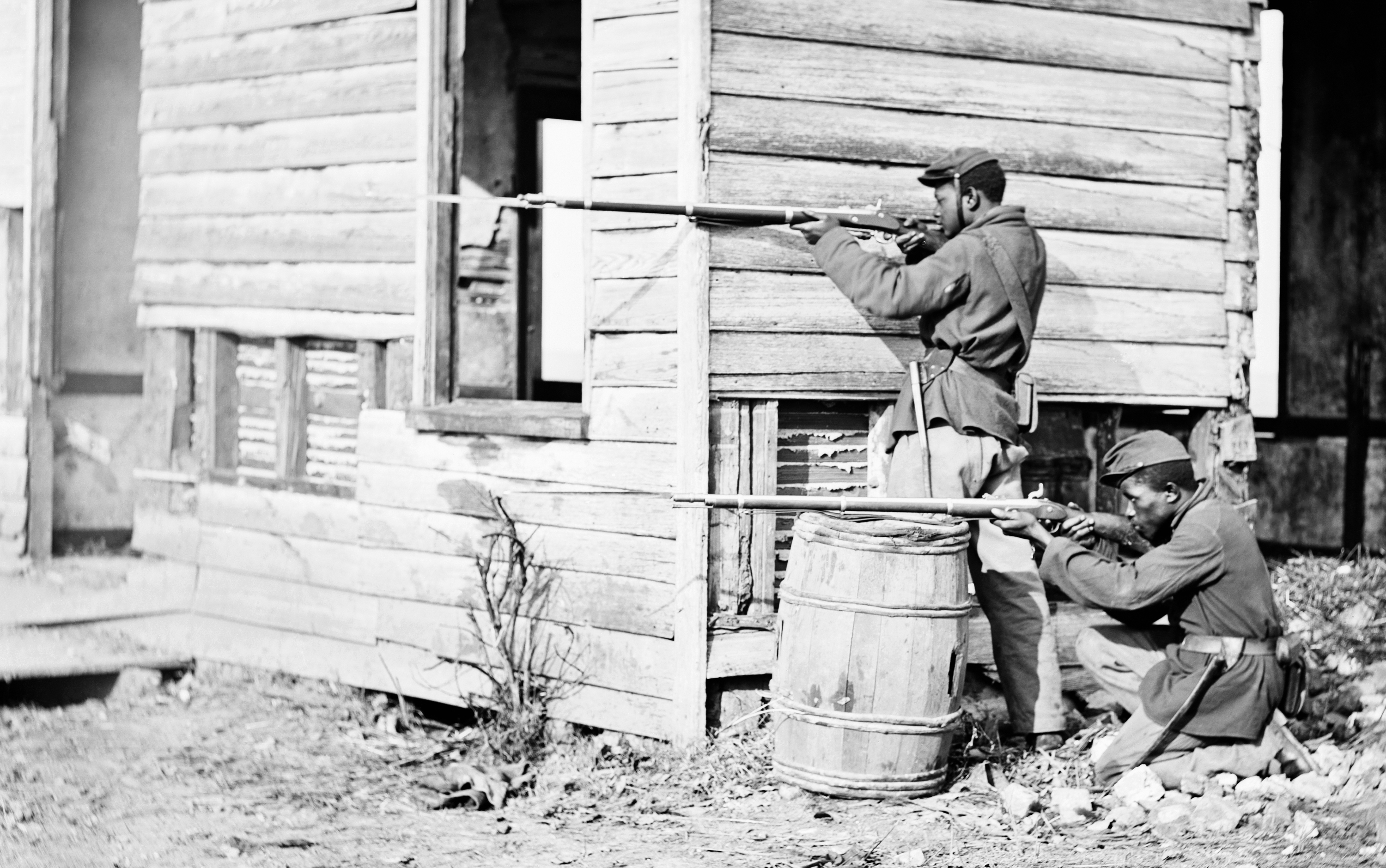
모퉁이와 술독을 사용해 엄폐를 하고 있는 네덜란드 군인들.

은엄폐(隱掩蔽) 혹은 은폐(隱蔽, concealment)와 엄폐(掩蔽, cover)는 방어전술의 일종으로서, 적에게 전투원의 모습을 노출시키지 않는 행위라는 데 공통점을 갖는다. 은폐란 단순히 몸을 숨기기만 할 수 있는 것으로, 소화기나 포병의 공격에서 자신을 지킬 수 있는 실질적 방어력은 없다. 엄폐는 적의 사격으로부터 물리적으로 몸을 지키기 위한 것이다. 예컨대 키 큰 풀은 은폐물이고, 모래주머니는 엄폐물이라고 할 수 있다.